# Família Simpson
A família Simpson é uma família fictícia da série animada de televisão Os Simpsons, composta pelo casal Homer e Marge e seus três filhos Bart, Lisa e Maggie. Eles vivem numa cidade com muitos assaltos e problemas de segurança, chamada Springfield, nos Estados Unidos. Foram criados pelo cartunista Matt Groening, que se inspirou em seus próprios familiares. Os Simpsons estrearam em 19 de abril de 1987 no The Tracey Ullman Show, estreando na série independente em 17 de dezembro de 1989.
Além dos personagens principais, que constituem a família, também existem outros, como Abraham Simpson, também conhecido como Vovô Abe; a mãe de Homer, Mona Simpson; o meio-irmão esquecido de Homer, Herb Simpson, (aparece apenas em 2 episódios); as irmãs de Marge Patty e Selma Bouvier; a mãe de Marge, Jacqueline; e os animais de estimação da família, o cachorro Ajudante de Papai Noel e o gato Bola de Neve II.

## Conceito e origem

### Criação e desenvolvimento
Matt Groening criou o conceito da família no escritório do escritor James L. Brooks. Brooks pediu a Groening para lançar uma ideia para uma série de curtas animados, que o roteirista inicialmente pretendia apresentar como sua série de quadrinhos Life in Hell. No entanto, quando Groening percebeu que animar Life in Hell exigiria a rescisão de direitos de publicação para o trabalho de sua vida, ele escolheu outra abordagem e formulou sua versão de uma família disfuncional. Ele nomeou os personagens em homenagem aos membros de sua própria família – seu pai Homer, sua mãe Margaret e suas irmãs mais novas Lisa e Maggie. Ele substituiu seu nome por "Bart", um anagrama de "brat", e modelou o personagem depois de seu irmão mais velho, Mark.
Os cinco membros da família receberam desenhos simples para que suas emoções faciais pudessem ser facilmente mudadas sem quase nenhum esforço e para que eles fossem reconhecíveis em silhueta. Groening enviou apenas esboços básicos aos animadores e assumiu que os números seriam limpos na produção. No entanto, os animadores apenas rastrearam seus desenhos, o que levou à aparência grosseira dos personagens nos episódios curtos iniciais. A família Simpson estreou em 19 de abril de 1987, em O Tracey Ullman Show curto "Boa noite". Em 1989, os shorts foram adaptados para Os Simpsons, uma série de meia hora no ar Fox Broadcasting Company. A família Simpson permaneceu como os personagens principais deste novo show.

### Elenco de voz
Dan Castellaneta, Julie Kavner, Nancy Cartwright e Yeardley Smith começaram a fazer alguns trabalhos de voz para seus personagens em The Tracey Ullman Show. Nancy Cartwright era a única do grupo que havia sido treinada para ser dubladora, enquanto Castellaneta já havia feito alguns trabalhos de dublagem em Chicago. Castellaneta e Kavner faziam parte do elenco regular de The Tracey Ullman Show e suas vozes eram bastante utilizadas para os curtas, então os produtores decidiram pedir-lhes para dublar Homer e Marge, em vez de contratar mais atores. Os produtores decidiram manter o elenco para os papéis de Bart e Lisa. Yeardley Smith tinha sido inicialmente convidado para o teste para o papel de Bart, mas a diretora de elenco Bonita Pietila acreditava que a voz dela era muito alta. Smith lembrou mais tarde, "Eu sempre soava muito como uma garota. Eu li duas linhas como Bart e eles disseram, 'Obrigado por ter vindo!'". Smith recebeu o papel de Lisa. Em 13 de março de 1987, Nancy Cartwright fez um teste para o papel de Lisa. Depois de chegar à audição, ela descobriu que Lisa era simplesmente descrita como a "criança do meio" e na época não tinha muita personalidade. Cartwright tornou-se mais interessado no papel de Bart, que ela achou mais fascinante porque ele foi descrito como "indevido, mal-sucedido, que odeia a escola, irreverente, [e] inteligente." Matt Groening deixou-a experimentar o papel e, ao ouvi-la ler, deu-lhe o trabalho no local.

Galeria de dubladores
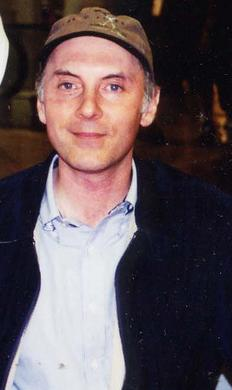
Dan Castellaneta Homer Simpson
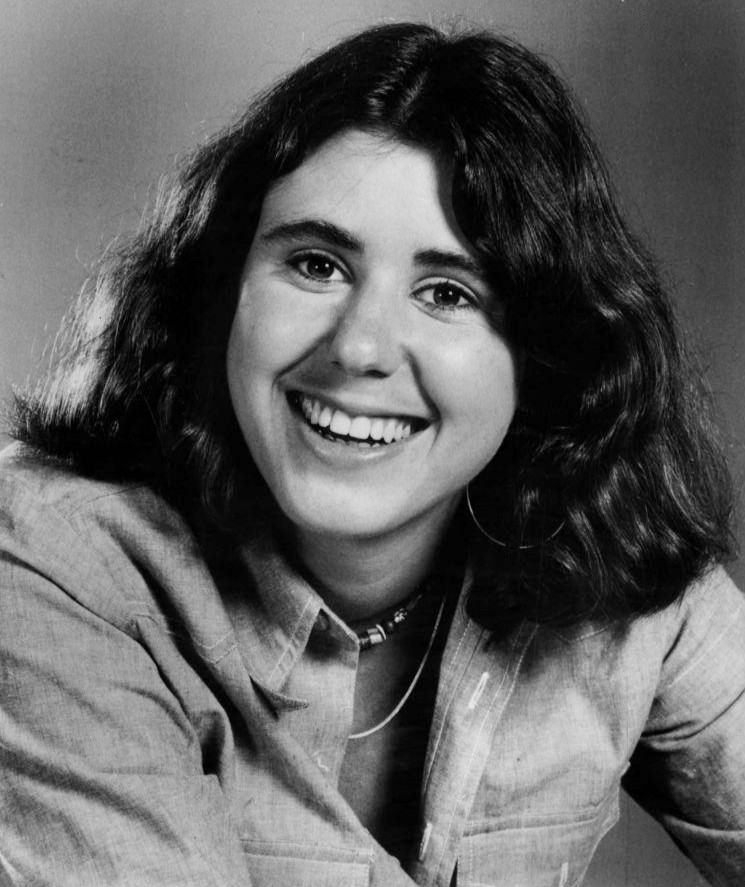
Julie Kavner Marge Simpson
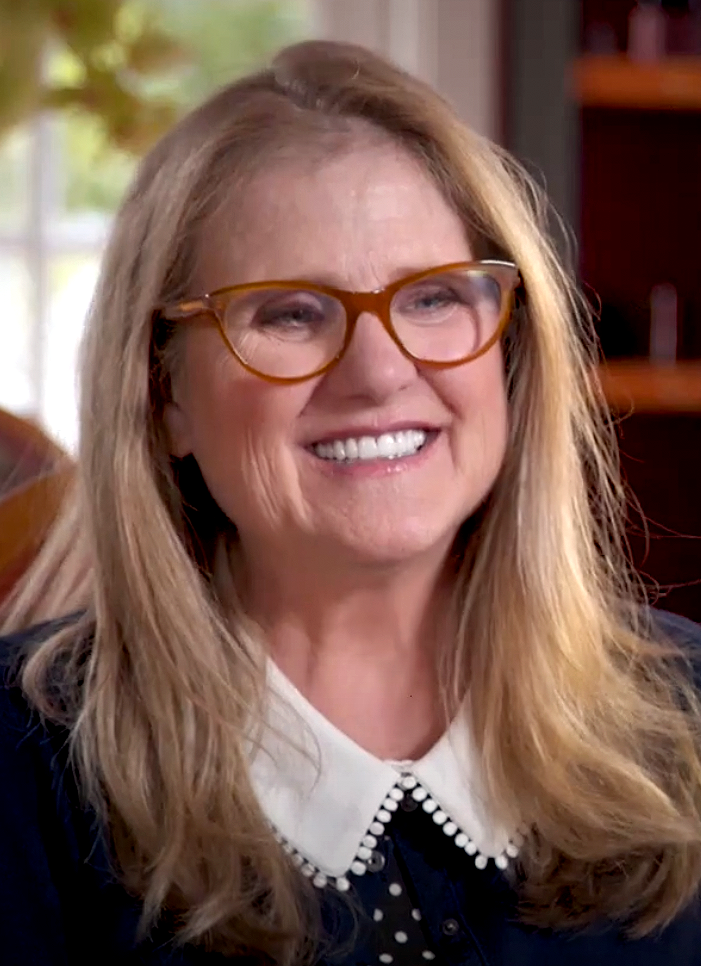
Nancy Cartwright Bart Simpson
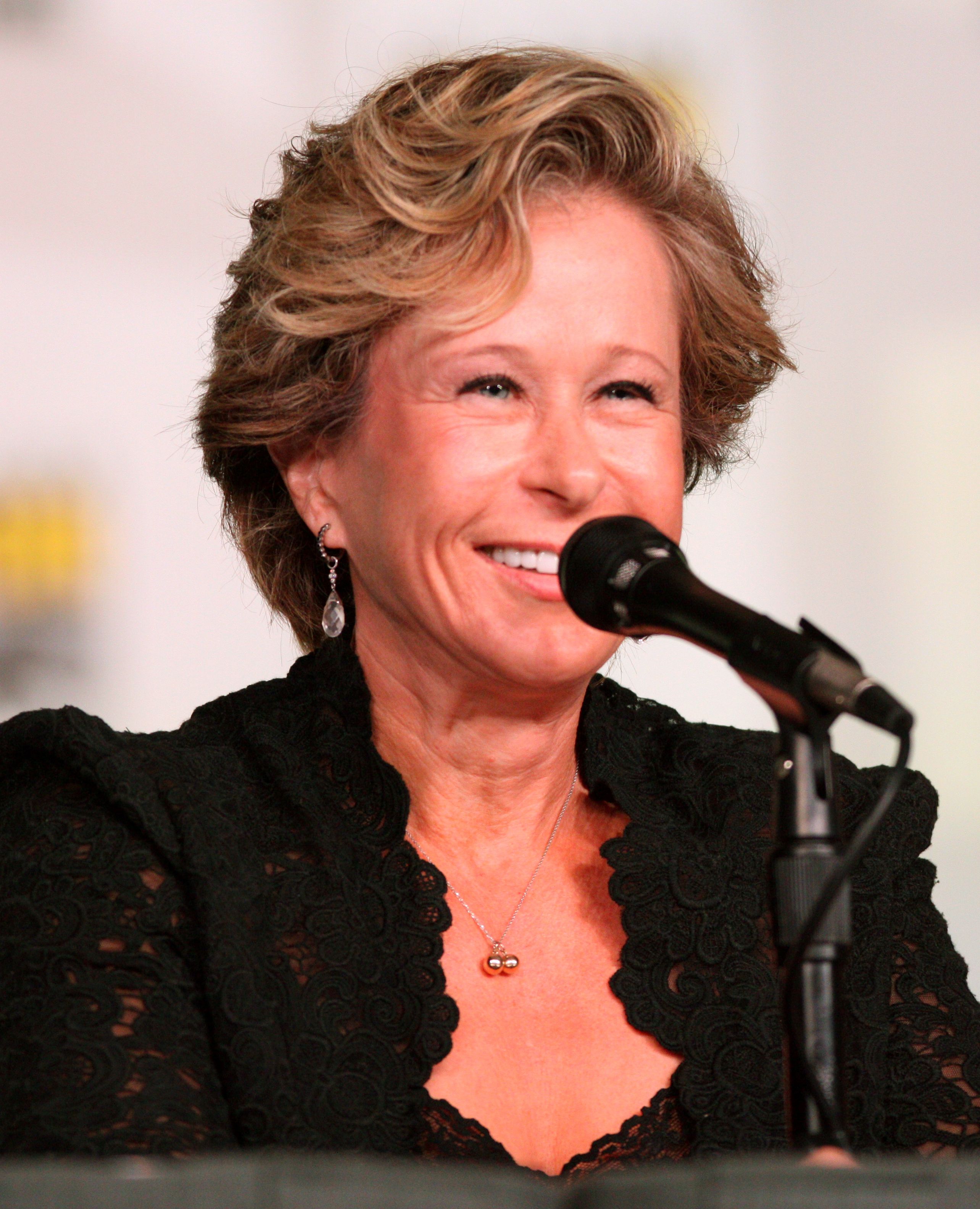
Yeardley Smith Lisa Simpson

#### No Brasil
O primeiro elenco de dublagem da família era composto pelos atores Waldyr Sant'anna como Homer; Selma Lopes como Marge; Peterson Adriano como Bart; e Nair Amorim como Lisa. Para a escolha, foi feito um teste onde todos os dubladores que concorriam foram divididos em três "famílias". Waldyr, Selma, Peterson, Nair e Miguel Rosenberg (que obteve o papel de Sr. Burns) venceram o teste. Eles, então, dublaram os personagens até a oitava temporada.
Devido a problemas contratuais, Júlio Cézar Barreiros substituiu Sant'anna, que foi afastado do papel, enquanto Marge foi dublada por Mariângela Cantú (que também esteve com o papel entre as temporadas 24 e 26) e Nelly Amaral. Priscilla Amorim dublou Lisa no lugar de Nair. Além disso, Miriam Teresa dublou Marge em apenas um episódio. Waldyr retornou temporariamente como dublador de Homer e teve o papel por duas temporadas, mas posteriormente saiu de forma definitiva. O elenco atual é composto por Carlos Alberto Vasconcellos como Homer, Selma Lopes como Marge, Rodrigo Antas como Bart e Flávia Saddy como Lisa.

## A família
Os Simpsons são uma família que reside na 742 Evergreen Terrace, localizada na cidade de Springfield, Estados Unidos. O estado onde fica a cidade em questão nunca foi revelado, mas sabe-se que eles têm neve e usam casacos no outono. É uma piada na série a cidade ser definida da forma mais vaga e ambígua possível quando se toca no assunto. Homer, o pai, trabalha como inspetor de segurança da Usina Nuclear de Springfield, um cargo que é completamente contrário à sua personalidade descuidada e bufônica. Ele é casado com Marge Simpson, um estereótipo de dona-de-casa típica americana. O casal tem três filhos: Bart, um encrenqueiro de dez anos; Lisa, uma criança prodígio de oito anos; e Maggie, uma bebê que raramente é vista falando, mas se comunica fazendo barulhos com sua chupeta. Eles têm um cachorro, Ajudante de Papai Noel, e um gato, Bola de Neve II. Ambos os animais têm papeis principais em algumas temporadas. Embora haja a passagem de diversos feriados, os personagens não envelhecem fisicamente e permanecem com a mesma aparência que tinham no final da década de 1980. Mesmo sendo uma família disfuncional, há episódios que mostram a relação de afeto entre os membros e a preocupação que eles têm um com o outro.

### Homer Simpson
Homer Jay Simpson (voz original por Dan Castellaneta; dublagem brasileira por Carlos Alberto) é o protagonista da série e pai da família Simpson. Ele incorpora vários estereótipos da classe trabalhadora americana: ele é rude, acima do peso, incompetente, desajeitado, irrefletido e quase alcoólatra. Ocasionalmente, Homer demonstrou lampejos de grande intelecto e boa forma sempre que a situação o exigia, e uma integridade que refletia seus próprios valores, incluindo uma devoção feroz e proteção à sua família. Sua voz começou como uma impressão de Walter Matthau, mas eventualmente evoluiu para uma voz mais robusta durante a segunda e terceira temporada do programa de meia hora, permitindo que Homer cobrisse uma gama mais ampla de emoções. Desde então, Homer se tornou um dos personagens fictícios mais influentes e foi descrito pelo jornal britânico The Sunday Times como a maior criação cômica dos tempos modernos. Ele inspirou uma linha inteira de mercadorias, e seu bordão, o grunhido irritado "D'oh!", foi incluído no Oxford English Dictionary. Durante a produção do episódio "Insane Clown Poppy" os roteiristas brincaram com a ideia de dar a Homer uma filha biológica ilegítima há muito perdida, mas quando o showrunner e escritor do programa Mike Scully, assim como Matt Groening rejeitaram a ideia, os roteiristas mudaram a história então o palhaço Krusty seria quem descobriria que tem uma filha perdida.

### Marge Simpson
Marjorie Jacqueline "Marge" Simpson (nascida Bouvier; voz original por Julie Kavner; dublagem brasileira por Selma Lopes) é a esposa bem-intencionada e extremamente paciente de Homer e mãe de Bart, Lisa e Maggie. Ela muitas vezes atua como a voz da razão, mas exibe traços de comportamento exagerados de mães estereotipadas e dá como certa a disfuncionalidade flagrante de sua família, ao contrário dos outros membros da família, que estão cientes de que são excêntricos. Sua característica física mais notável é o cabelo azul, penteado em forma de colmeia incrivelmente alta. Julie Kavner recebeu o Primetime Emmy Award em 1992 por dublar Marge no episódio "I Married Marge". Por sua atuação em Os Simpsons: O Filme, Kavner recebeu uma indicação de "Melhor Dublagem em Filme de Animação" no Annie Awards de 2007, mas perdeu para Ian Holm em Ratatouille. O desempenho emocional de Kavner no filme recebeu críticas positivas e um crítico disse que ela "deu o que deve ser o desempenho mais sincero de todos os tempos". Parte do contrato de Kavner diz que ela nunca terá que promover Os Simpsons em vídeo porque não quer “destruir a ilusão das crianças”. Em 2008, CityNews publicou um artigo intitulado "Top 10 Greatest TV Moms of All Time" e colocou Marge em oitavo lugar.

### Bart Simpson
Bartolomew J. "Bart" Simpson (voz original por Nancy Cartwright; dublagem brasileira por Rodrigo Antas) é o filho mais velho e único descendente homem da família, de dez anos. Os traços de caráter mais proeminentes de Bart são sua travessura, rebeldia, desrespeito à autoridade e sagacidade. Durante as duas primeiras temporadas de Os Simpsons, Bart foi o personagem principal da série. O nome "Bart" é um anagrama da palavra "brat" (que significa "pirralho"). Groening concebeu Bart como uma versão extrema do típico personagem infantil malcomportado, fundindo todos os traços extremos de personagens como Tom Sawyer e Huckleberry Finn em uma só pessoa. O irmão mais velho de Groening, Mark, forneceu a maior parte da inspiração para Bart. O bordão de Bart, "Eat My Shorts" (em português, "coma minhas calças"), foi um improviso de Cartwright em uma das leituras originais da mesa, remetendo a um incidente quando ela estava na faculdade. Em 1998, a revista Time selecionou Bart como a 46ª das 100 pessoas mais influentes do século 20 e o único personagem fictício a entrar na lista. Ele já havia aparecido na capa da edição de 31 de dezembro de 1990. Bart é rebelde e frequentemente foge sem punição, o que levou alguns grupos de pais e porta-vozes conservadores a acreditarem que ele era um péssimo modelo para as crianças. Isso levou George H. W. Bush a se manifestar: "Continuaremos tentando fortalecer a família americana. Para torná-la mais parecida com os Waltons e menos com os Simpsons." Bart e outros personagens dos Simpsons apareceram em vários comerciais de televisão das barras de chocolate Butterfinger da Nestlé de 1990 a 2001, com o slogan "É melhor ninguém colocar um dedo no meu Butterfinger!"

### Lisa Simpson
Lisa Marie Simpson (voz original por Yeardley Smith; dublagem brasileira por Flávia Saddy) é a filha mais velha e filha do meio da família, de oito anos. As convicções políticas de Lisa são geralmente socialmente liberais. Ela é vegetariana e apoiadora do movimento Tibete Livre e, embora ainda apoiasse a igreja cristã na qual foi criada, Lisa tornou-se budista praticante após sua decisão de seguir o Nobre Caminho Óctuplo. Ela é musicalmente proficiente no saxofone; além do riff ocasional durante a sequência de créditos de abertura, "Jazzman" de Carole King e "Baker Street" de Gerry Rafferty foram colocados com destaque durante os episódios. Nos curtas do Tracey Ullman Show, Lisa era mais uma "bart feminina" e era igualmente travessa. À medida que a série avançava, Lisa começou a se desenvolver em uma personagem mais inteligente e emocional. Quando ela era bebê, Bart começou a não gostar dela, embora tenha se tornado mais gentil com ela depois que Marge apontou que Lisa o ama. Sua primeira palavra foi "Bart", com Bart alegremente lhe ensinando mais nomes. Muitos episódios focados em Lisa são de natureza emocional, sendo o primeiro "Moaning Lisa". A ideia do episódio foi lançada por James L. Brooks, que queria fazer um episódio emocionante onde Lisa ficasse triste porque o programa tinha feito muitos "episódios de piada". Em 2001, Lisa recebeu um "Prêmio de Compromisso Contínuo do Conselho de Administração" especial no Environmental Media Awards. "Lisa the Vegetarian", um episódio da sétima temporada, ganhou o Prêmio de Mídia Ambiental de "Melhor Comédia Episódica de Televisão" e o Prêmio Genesis de "Melhor Série de Comédia de Televisão, Compromisso Contínuo". No Japão, as emissoras da série descobriram que eram capazes de reverter a aparente antipatia do espectador pela série, concentrando a atenção do marketing em Lisa. As lutas bem-intencionadas, mas malfadadas, de Lisa para ser uma voz da razão e uma força do bem em sua família e cidade tocaram os japoneses.

### Maggie Simpson
Margaret Evelyn Lenny "Maggie" Bouvier Simpson é a mais nova dos cinco principais membros da família e quase sempre é vista como um bebê. Ela tem cabelo loiro espetado como Lisa. Sua primeira palavra foi "papai", mostrada em um ponto depois que Homer a colocou na cama. Ela tem quase 2 anos e ainda usa chupeta apesar da dentição, embora isso tenha sido mencionado em um episódio de Treehouse of Horror ("Starship Poopers") e seja não é considerado canônico. Ela teve bastante destaque nos curtas do Tracey Ullman Show, muitas vezes aparecendo ao lado de Bart e Lisa, mas desde então se tornou a menos vista e ouvida dos cinco Simpsons principais. Foi revelado que Maggie possui excelentes habilidades artísticas e acadêmicas, assim como sua irmã Lisa. Os episódios que acontecem no futuro muitas vezes a mostram como uma espécie de empresária.
Maggie raramente fala, mas foi dublada por vários atores diferentes, incluindo Jodie Foster, Elizabeth Taylor, James Earl Jones, Harry Shearer (que usou sua voz de Kang) em "Starship Poopers", Yeardley Smith e Nancy Cartwright.

### Abe Simpson
Abraham Jebediah "Abe" Simpson II (mais conhecido simplesmente por Vovô Abe; voz original por Dan Castellaneta; dublagem brasileira por Carlos Alberto) é o patriarca da família Simpson e pai de Homer. Ele é um veterano da Segunda Guerra Mundial que mais tarde foi enviado para o Castelo de Aposentados de Springfield por Homer. Ele é conhecido por sua senilidade limítrofe, suas longas histórias incoerentes (e provavelmente apócrifas) e seu amor por Matlock. Ele compartilha seu nome com um dos parentes de Matt Groening, neste caso seu avô. No entanto, Groening diz que se recusou a nomeá-lo, deixando para outros escritores a escolha de um nome. Por coincidência, os escritores escolheram o nome Abraham.

### Mona Simpson
Mona Penelope Simpson (nascida Olsen; voz original por Glenn Close; dublagem brasileira por Geisa Vidal) é a mãe há muito perdida de Homer, a sogra de Marge e a ex-esposa de Abe. Sua primeira aparição importante foi em "Mother Simpson", onde revela que foi forçada a abandonar sua família após ser apanhada pelo movimento hippie e participar de diversos atos de ativismo. Os escritores usaram esse episódio como uma oportunidade para resolver vários pequenos quebra-cabeças, como de onde veio a inteligência de Lisa. Antes da sétima temporada, Mona Simpson fez apenas duas breves aparições em flashback, a primeira sendo "Oh Brother, Where Art Thou?" e a segunda foi "Grampa vs. Sexual Inadequacy" da sexta temporada e em ambos os episódios ela foi dublada por Maggie Roswell. Mona morre no episódio "Mona Leaves-a", enquanto Homer luta para aceitar sua morte. A personagem leva o nome da esposa do escritor Richard Appel, cujo nome é Mona Simpson. Mona foi desenhada de forma que ela tenha um pouco de Homer no rosto, como o formato do lábio superior e do nariz. Houve várias mudanças no design porque os diretores estavam tentando torná-la uma mulher atraente, mais velha e mais jovem, mas ainda assim ao estilo Simpson. Glenn Close gravou material original para outro episódio, "My Mother the Carjacker" da décima quinta temporada. Mona também fez uma aparição como palestrante em "D'oh-in in the Wind" da décima temporada, desta vez dublada por Tress MacNeille.

### Outros parentes
- Herbert "Herb" Powell (voz original por Danny DeVito; dublagem brasileira por Jorge Rosa) — como seu meio-irmão paterno, Herb se parece com Homer, embora seja muito mais magro, tenha cabelos cheios e seja mais astuto. Ele apareceu pela primeira vez no episódio da segunda temporada "Oh Brother, Where Art Thou?" quando Homer é informado por seu pai Abe, após este sofrer um leve ataque cardíaco, que ele tinha um meio-irmão, produto de um caso de curta duração entre Abe e Gaby. Um ano depois de colocar o bebê para adoção, Abe se casou com Mona, que insistiu em que ele prometesse nunca contar a Homer sobre Herb ou como ele foi concebido. Herb foi criado por seus pais adotivos, Edward e Mililani Powell, conseguiu terminar a faculdade fazendo biscates e depois fundou a Powell Motors, uma empresa automobilística com sede em Detroit. Herb é uma exceção ao 'gene Simpson', que faz com que todos os membros masculinos da família Simpson percam gradualmente a inteligência à medida que amadurecem, já que Herb é inteligente, bem-sucedido e um empresário astuto. Muito feliz ao saber que tinha uma família consangüínea, Herb se uniu aos filhos e contratou Homer, como representante dos americanos comuns, para projetar um carro. O carro foi um fracasso, levando a empresa à falência, e Herb rejeitou Homer com raiva como irmão e tornou-se um vagabundo de rua.[66] O episódio foi escrito por Jeff Martin, mas a ideia de ter Herb dublado por Danny DeVito foi lançada por Sam Simon.[60] Devido a alguma perturbação com o final trágico do episódio, os produtores decidiram fazer uma sequência.[60] Herb reapareceu na temporada seguinte em "Brother, Can You Spare Two Dimes?". Agora falido e sem teto, ele se estabeleceu brevemente na casa dos Simpson, apesar de sua intensa e contínua antipatia por Homer. Homer emprestou a Herb US$ 2.000, que ele usou para construir uma invenção que traduzia a fala infantil para um inglês compreensível, com base nas observações que fez de Maggie. Ele começou a produzir em massa seu novo produto e recuperou sua fortuna. Em agradecimento, ele comprou presentes para cada membro da família e retribuiu a Homer com seu perdão.[67] O "meio-irmão raramente visto"[68] de Homer teve apenas uma breve fala desde este episódio: DeVito reprisou seu papel no episódio da 24ª temporada "The Changing of the Guardian", no qual a mensagem da secretária eletrônica de Powell é ouvida: 'Oi, você' Falei com Herb Powell. Estou pobre de novo.[69]
- Abbey (voz original por Dan Castellaneta) — é filha ilegítima de Abe e meia-irmã de Homer, de um relacionamento que ele teve com uma mulher britânica chamada Edwina durante a Segunda Guerra Mundial.[70]
- Chet Simpson (voz original por Dan Castellaneta[71]) — é tio-avô de Bart, Lisa e Maggie, e dono de uma empresa de camarão malsucedida.[72]
- Dra. Simpson (voz original por Tress MacNeille[73]) — é a chefe de cirurgias complicadas na unidade de tratamento invasivo; ela é vista pela primeira vez em "Lisa the Simpson".[72] É ela quem garante a Lisa que ela não sofrerá o defeito do Simpson Gene por causa de seu sexo e também revela que apenas os membros do sexo masculino são afetados por ele. Dr. Simpson se parece com Lisa, menos os espinhos.
- Stanley Simpson (voz original por Dan Castellaneta[74]) — é o primo em segundo grau dos filhos Simpson que atira pássaros no aeroporto.[72]
- Tio Tyrone Simpson (voz original por Hank Azaria) — é um parente idoso e cínico dos Simpsons que mora em Dayton, Ohio. A família pretende visitá-lo durante seu aniversário no episódio "Catch 'Em If You Can".[75]
- Tia-avó Hortense Simpson — Tia-avó Hortense é quem morreu antes de "Bart, o Fink" (e deixou para Homer, Marge, Bart e Lisa US$ 100 cada); o resto de sua propriedade foi passado para Ann Landers. Em um erro de continuidade, tia-avó Hortense apareceu na jornada de Bart ao céu em "Bart Gets Hit by a Car".
- Um grupo de parentes não identificados aparece no episódio "Lisa the Simpson", quando Homer tenta provar a Lisa que nem todos os Simpsons são um fracasso.[72] No final, apenas a Dra. Simpson e três outras mulheres tiveram sucesso.
- Hugo Simpson (voz original por Nancy Cartwright; dublagem brasileira por Peterson Adriano) — Hugo é o gêmeo siamês de Bart do segmento "Treehouse of Horror VII" "The Thing and I". Ele e Bart foram separados ainda bebês pelo Dr. Hibbert e foram considerados "maus". Para esconder o segredo, Marge e Homer acorrentaram Hugo no sótão e alimentaram-no com cabeças de peixe uma vez por semana. Mais tarde, Bart sobe ao sótão e Hugo foge, querendo costurar ele e Bart novamente. Dr. Hibbert conseguiu pegar Hugo, mas percebe que a cicatriz cirúrgica está do lado errado, o que significa que Bart é o gêmeo do mal. Como resultado, Hugo é libertado enquanto Bart está acorrentado no sótão. Hugo se parece com Bart, mas com roupas surradas, cabelo bagunçado e dentes malformados. Por ser um personagem da Treehouse of Horror, ele não existe na continuidade do episódio principal.
- Mabel Simpson (voz original por Julie Kavner) — Mabel é uma ancestral da família Simpson que fazia parte da Underground Railroad. Ela foi casada com Hiram antes de se divorciar dele e fugir para o Canadá para se casar com Virgil. Ela manteve o sobrenome Simpson. 
  - Ex-marido: Hiram Simpson (dublado por Dan Castellaneta) - Hiram é um parente distante da família Simpson que foi subornado com um novo par de sapatos para revelar

- Virgil (voz original por Wren T. Brown) — Virgil, mais tarde Virgil Simpson, é um afro-americano escravizado de propriedade do pai do Sr. Burns, o coronel Burns, e resgatado por Eliza. Ele foi traído por Hiram, mas escapou com Mabel, com quem se casou mais tarde, de quem descende a família Simpson.
- Eliza Simpson (voz original por Yeardley Smith) — Eliza Simpson é uma parente distante da família Simpson e filha de Mabel e Hiram. Ela fazia parte da Underground Railroad com sua mãe e inicialmente ajudou Virgil a escapar da captura antes de entregá-lo a Wainwright Burns. Mais tarde na vida, é revelado que ela se casou com Milford Van Houten, sendo o ancestral direto da família Van Houten.
- Abraham Simpson — filho de Mabel e Virgil, meio-irmão de Eliza e bisavô do vovô Simpson.
- Orville J. Simpson e Yuma Hickman — pais do vovô que aparecem brevemente em "Much Apu About Nothing", quando o vovô conta a história de como sua família emigrou para a América.[76] No episódio "The Winter of His Content" da 25ª temporada, Homer revela que o pai de Abe está vivo, mas Abe o ignora.[77]
- "Old Tut" Simpson — avô paterno do vovô que aparece brevemente em A Father's Watch, onde é mostrado estrangulando seu filho por ser uma decepção para ele em sua ocupação de disciplina infantil.
- Cyrus Simpson (voz original por Hank Azaria) — Cyrus é o irmão mais velho do vovô, visto em "Simpsons Christmas Stories". Cyrus bateu seu Corsair no Taiti, no Teatro de Operações do Pacífico da Segunda Guerra Mundial, durante um ataque kamikaze. Ele nunca saiu e tem 15 esposas.
- Rita LaFleur (voz original por Anika Noni Rose) — Rita é a segunda esposa de Abraham Simpson e uma artista de jazz. Ela era cantora no Restaurante Spiro's e conheceu Abe quando ele era garçom. Eles se casaram[78] e LaFleur deixou o restaurante desejando se tornar um cantor de sucesso. Ela foi convidada para uma turnê pela Europa, mas Homer sofreu um ferimento na cabeça e Abraham percebeu que Homer estava indefeso e não sobreviveria na Europa, então ficou com ele enquanto Rita foi para a Europa, e os dois nunca mais se viram. Foi revelado que mais tarde ela se tornou viciada em heroína, o que acabou arruinando sua carreira de cantora. Em "Gone Abie Gone", Rita se reuniu com Abraham e eles tocaram piano.[79] Não se sabia por que eles não estavam juntos.[80][81]
- Amber Simpson (voz original por Pamela Hayden) — Amber era a ex-esposa de Homer e Abe Simpson em Las Vegas no episódio da décima temporada "Viva Ned Flanders". Homer e Ned Flanders visitam Las Vegas no fim de semana, ficam bêbados e, sem saber, se casam com duas mulheres.[82] Amber reaparece em "Brawl in the Family", onde a família Simpson a engana para que se case com o vovô e, no processo, abandona todos os outros cônjuges. Amber fica horrorizada com o engano e foge de volta para Las Vegas, para grande decepção do vovô por perder outra esposa.[83] Em "Jazzy and the Pussycats", os Simpsons comparecem ao funeral da ex-mulher e ex-madrasta de Homer após a morte de Amber por overdose de drogas.[84]
- Bill Simpson — é um dos irmãos de Abe e um dos falecidos. Bill é aparentemente um comunista. Ele é mencionado no Million-Dollar Abie como membro do Partido Comunista junto com Joseph Stalin e muitos outros.[85]
- Tio-avô Boris — Boris é o tio-avô de Homer que deixou para seu sobrinho-neto sua casa de campo no episódio "Homer Loves Flanders".
- Mãe Shabubu/Prima Frank/Francine — a prima Francine é prima de Homer e sobrinha de Abraham que foi mencionada no episódio "A Primeira Palavra de Lisa".

## Família Bouvier

### Patty e Selma Bouvier
Patricia Maleficent "Patty" e Selma Bouvier (voz original de ambas por Julie Kavner; dublagem brasileira de Patty por Élida L'Astorina e de Selma por Marcia Coutinho) são as irmãs gêmeas mais velhas de Marge. Aparentemente, eles estão na casa dos 40 anos, já que Selma passou pela menopausa e foram mostrados como adolescentes em flashbacks, enquanto Marge ainda era uma criança pequena. Eles trabalham no Departamento de Veículos Motorizados de Springfield e não gostam muito de seu cunhado, Homer. Selma é dois minutos mais velha, possui um forte desejo de ter uma família, foi casada e divorciada seis vezes e também procurou ter um filho em diversas ocasiões, apesar da idade. Sua irmã, Patty, é uma das poucas personagens abertamente gays (ou bissexuais, como ela comentou uma vez "lá se vão os últimos fios restantes da minha heterossexualidade") personagens recorrentes, embora na maior parte do tempo ela tenha evitado relacionamentos. Kavner os expressa como personagens "que sugam a vida de tudo". Kavner torna a voz de Patty mais masculina e com registro mais grave, enquanto a voz de Selma é um pouco mais doce. As origens de seus nomes são desconhecidas – Matt Groening tem uma irmã chamada Patty, mas ao contrário dos outros parentes dos Simpson, isso não foi explicitamente revelado.

### Jacqueline Bouvier
Jacqueline Ingrid Bouvier (nascida Gurney; voz original por Julie Kavner; dublagem brasileira por Selma Lopes) é a mãe de Marge, Patty e Selma, a avó materna de Bart, Lisa e Maggie, a sogra de Homer, a nora de Pepe e Bambi Bouvier, cunhada de Herman, Charlene, Jojo, Chester e Arthur Bouvier, e viúva de Clancy Bouvier. Ela foi referenciada pela primeira vez em um flashback no episódio "Moaning Lisa" e fez sua primeira aparição no episódio "Bart vs. Thanksgiving". Ela tinha uma irmã solteirona chamada Gladys, que já faleceu; Jacqueline e sua família compareceram ao seu funeral em "Selma's Choice". O pai de Burns e Homer, Abe Simpson, certa vez lutou por seu afeto; ela ficou noiva de Burns, mas acabou decidindo não se casar com nenhum dos homens, embora ela e Abe ainda tenham fugido juntos no final do episódio.
Embora pareça que ela desaprova o casamento de Marge com Homer, afirmando que ele nunca deve chamá-la de "mãe", ela tolera Homer muito mais do que suas filhas mais velhas, Patty e Selma. Em "Moe Letter Blues", ela admite que Patty e Selma são as verdadeiras culpadas por arruinar sua festa de aniversário, e não Homer; também nunca foi demonstrado que Jacqueline causou problemas no casamento de Homer e Marge, ao contrário de suas filhas. Jacqueline comemorou seu 80º aniversário duas vezes, em "Moe Letter Blues" e novamente em "Puffless".
Como todas as mulheres Bouvier, ela é dublada por Kavner, e tem cabelos grandes e únicos, parecidos com os de Marge, apenas cinza claro devido à sua idade avançada. Na juventude, ela fumava muito, mas desistiu, embora ainda fale de maneira mais rouca do que Patty e Selma. O criador da série Matt Groening deu ao personagem o nome da ex-primeira-dama americana Jacqueline Kennedy Onassis, cujo nome de solteira era Bouvier. De todos os personagens da série, Jacqueline tem o cabelo mais alto.

### Clancy Bouvier
Clarence "Clancy" Bouvier (voz original por Harry Shearer) é o falecido pai de Marge, Patty e Selma e marido de Jacqueline Bouvier. Sua primeira aparição foi no episódio "The Way We Was". Ele foi gentil e elogioso com o adolescente Homer quando ele chegou para buscar Marge para o baile, mas depois de descobrir que Artie Ziff era realmente seu par, comentou que Homer "tirou anos da minha vida". Isso fez com que Marge voltasse e saísse com Homer.
Em "Fear of Flying" foi revelado que ele foi um dos primeiros comissários de bordo do sexo masculino; Marge inicialmente acreditou que ele era um piloto heróico e ficou traumatizada quando descobriu que ele era comissário de bordo. De acordo com Marge em "Bart the Lover", depois que Clancy saiu da Marinha, ele teve problemas com seus xingamentos que quase lhe custaram um emprego como fotógrafo de bebês, mas Jacqueline conseguiu evitar isso fazendo com que ele doasse dinheiro para o jarro de palavrões .
No episódio "Puffless", é revelado que ele morreu de câncer de pulmão, o que fez com que Patty e Selma se abstivessem de fumar. Embora Clancy não apareça com o resto da família Bouvier em "I Married Marge", o que implica que ele faleceu antes de Homer e Marge se casarem, ele ainda está vivo quando Bart e Lisa eram crianças no episódio "Walking Big & Tall", mas ele morreu antes de Maggie nascer. Marge ficou particularmente chateada com a morte de seu pai, pois Homer teve que comprar para ela uma máquina de ruído branco para tentar fazê-la lidar com isso. Em "As aventuras de Homer através do vidro do pára-brisa", é revelado que Clancy deixou para Marge uma herança na qual ela receberia US$ 1.000 por mês. Isso porque não confiava em Homer para sustentá-la. Quando ele morreu, Clancy foi para o inferno por causa de um esquema de falsificação de cheques.
Em "Treehouse of Horror III", ele foi comido no casamento do Rei Homer e Marge pelo primeiro. Ele também apareceu como um fantasma em "Treehouse of Horror XXVI".
Como toda a família Bouvier, sua voz tornou-se rouca por causa do fumo inveterado por vários anos. Ele também compartilha o mesmo grunhido de Patty e Selma, ambas se assemelham a versões femininas mais jovens dele, enquanto Marge se parece mais com sua mãe.

### Ling Bouvier
Ling Bouvier (voz original por Nancy Cartwright) é filha adotiva de Selma Bouvier. Ela compartilha a risada de Selma. Em "Goo Goo Gai Pan", Selma descobre que chegou à menopausa e adota Ling na China, após mentir que é casada com Homer, para enganar as autoridades chinesas fazendo-as pensar que Ling faria parte de uma família tradicional em vez de ser criado por uma mãe solteira. As autoridades recuperam Ling brevemente, mas a agente de adoção, Sra. Woo, relata suas experiências de infância com sua mãe solteira e permite que Selma adote Ling. Desde então, Ling se tornou um personagem recorrente e apareceu em vários episódios. Ela parece se dar bem com sua prima Maggie. Como Patty disse a Selma para parar de fumar assim que o bebê chegasse em casa, Selma afirmou que passaria a mascar tabaco, embora esteja demonstrado que ela não fez isso.

### Ex-maridos de Selma
Selma se casou seis vezes, resultando no longo sobrenome Bouvier-Terwilliger-Hutz-McClure-Stu-Simpson-D'Amico.
- "Sideshow Bob" Terwilliger (voz original por Kelsey Grammer) — Sideshow Bob conhece Selma por meio de um programa de amigos por correspondência na prisão no episódio "Black Widower" da terceira temporada. Depois de ser libertado e se casar com a apaixonada Selma, Sideshow Bob engana a todos, exceto Bart, que eventualmente frustra a conspiração de Sideshow Bob para assassinar Selma em sua lua de mel.
- Lionel Hutz (voz original por Phil Hartman) — Lionel Hutz é mencionado como ex-marido de Selma entre Terwilliger e McClure no episódio da nona temporada "The Two Mrs. Nahasapeemapetilons". No entanto, esta é a extensão em que o relacionamento deles é retratado em qualquer ponto da série.
- Troy McClure (voz original por Phil Hartman) — Troy se casa com Selma no episódio "A Fish Called Selma" da sétima temporada, em um casamento falso planejado para revitalizar sua carreira e imagem. Quando ele conta isso a ela, Selma fica arrasada por ter sido usada por mais um marido terrível. Por um tempo, ela tenta seguir o estratagema, mesmo que apenas pelo conforto que ela pode acessar. Quando Troy diz que eles precisam ter um filho para desviar a atenção do público dos rumores de seu fetiche envolvendo peixes de aquário, Selma sabe que este é um limite que ela não ultrapassará, e eles se divorciam.
- Disco Stu (voz original por Hank Azaria) — Disco Stu é referenciado como o ex-marido de Selma no episódio da décima sexta temporada "There Something About Marrying". Apesar de seu sobrenome ser "Discothèque", o nome "Stu" foi associado ao sobrenome de Selma ao se casar com ele.
- Vovô Simpson (voz original por Dan Castellaneta) - Vovô Simpson se casou com Selma no episódio da décima oitava temporada "Rome-Old and Juli-Eh"; ele já havia namorado a mãe dela, Jacqueline.
- "Tony Gordo" D'Amico (voz original por Joe Mantegna) — Tony Gordo se tornou o sexto e mais recente marido de Selma no episódio da vigésima segunda temporada "The Real Housewives of Fat Tony". Os dois se divorciaram quando Selma descobriu que Fat Tony já era casado.

### Outros parentes
- Gladys Gurney (voz original por Julie Kavner[86]) — Gladys é tia solteirona de Marge e irmã de Jacqueline. Sua morte foi noticiada no episódio "A Escolha de Selma", em que ela morreu de obstrução intestinal. Suas palavras finais para Patty e Selma durante um testamento em vídeo são um apelo para que elas não terminem suas vidas velhas e sozinhas como ela, o que levou Selma a se tornar mais decidida a ter uma família.[99]
- Tio-avô Hubert — Tio-avô Hubert é o tio-avô paterno de Bart, Lisa e Maggie que morreu no curta "O Funeral". Ele é mencionado apenas uma vez. No funeral, Bart vê o cadáver de seu tio-avô, o que faz Bart ficar verde e desmaiar. Mais tarde, Bart é visto fugindo colina acima com Lisa e Maggie, resultando em Homer e Marge repreendendo-os no carro.
- Dot — Dot é prima de Marge, Patty e Selma. Ela deu a Selma uma câmera de vídeo em seu casamento com Sideshow Bob. Esta é a única vez que ela é mencionada.
- Lou Gurney — Lou é tio de Marge Simpson, Patty Bouvier e Selma Bouvier. Em "Children of a Lesser Clod", Marge é chamada para identificar o corpo de Lou, que acaba sendo o de Hans Moleman muito vivo. Enquanto Marge identifica o corpo, Homer abre uma creche para crianças locais.
- Tio Arthur Bouvier — Tio Arthur é tio de Bart, Lisa e Maggie, mencionado por Marge em "The Boy Who Knew Too Much". De acordo com Marge, Arthur sofria de alucinações auditivas e iniciou uma onda de homicídios antes que 75 agentes federais o derrubassem. Caso contrário, ele nunca é mencionado e nunca apareceu.
- Meaux e Genevieve Bouvier — a avó ateia de Marge, Genevieve Bouvier, viveu na França ocupada pelos nazistas em 1944 durante a Segunda Guerra Mundial, em Vichy, França. Ela é discutida em "My Way or the Highway to Heaven". Genevieve co-administrou o Café Meaux com o homônimo do café, seu marido Meaux, um colaborador nazista e que se autodenomina traidor. Eles se unem para impedir que os oficiais nazistas revelem que a iminente invasão do Dia D acontecerá na Normandia.

## Animais de estimação

### Cães
- Ajudante de Papai Noel (voz original por Frank Welker[100] e Dan Castellaneta[86]) — O Ajudante do Papai Noel é o galgo de estimação dos Simpsons. Ele apareceu pela primeira vez em "Simpsons Roasting on an Open Fire" como um cão de corrida adotado por Homer e Bart e está na série desde então.[100] Embora geralmente seja bem comportado, ele às vezes pode ser cruel, tendo uma cadela dando à luz 25 filhotes, o que irrita Bart no início, embora Bart o ame e cuide profundamente dele.
  - She Biscuit: Mãe do Ajudante do Papai Noel, que foi separada dele quando ele era cachorrinho por seu dono, Les Moore. No episódio "The Way of the Dog", os Simpsons rastreiam Moore e o Ajudante do Papai Noel e She Biscuit se reencontram.
  - Filhotes: O Ajudante do Papai Noel é pai de vários cachorrinhos, incluindo 25 com Ela é a mais rápida em "Two Dozen and One Greyhounds" e pelo menos uma outra ninhada com a poodle Rosa Barks do Dr. Hibbert em "Today I Am A Clown".
  - Cachorro dos Primos do Campo — Irmão do Ajudante do Papai Noel, de propriedade de uma família a quem os Simpsons chamam de "primos do campo" por causa do relacionamento dos dois cães no episódio "A Fogueira dos Peixes-boi".
- Laddie — Um collie de propriedade da família Simpson no episódio "The Canine Mutiny". Ele se juntou à família depois que Bart conseguiu emitir um cartão de crédito para Santos L. Halper (uma pessoa inexistente cujo nome é uma corruptela de "Ajudante do Papai Noel") e o comprou por catálogo. Descrito no catálogo como o melhor cão, Laddie era capaz de realizar tarefas domésticas e usar o banheiro. Laddie mora no Departamento de Polícia de Springfield depois que acidentalmente cheirou maconha na casa de um homem cego e Bart desistiu de ser proprietário.
- Ela é a mais rápida — Uma galga de corrida feminina com quem o Ajudante do Papai Noel acasalou no episódio "Two Dozen and One Greyhounds". Seu dono, o texano rico, deu-a aos Simpsons, pois seu vínculo com o Ajudante do Papai Noel significava que ela não poderia mais correr, e ela logo deu à luz uma ninhada de 25 filhotes. Ela não é vista novamente, provavelmente tendo voltado aos cuidados do rico texano ou indo morar com seus filhotes na casa do Sr. Burns.

### Gatos
- Bola de Neve — Bola de Neve (também conhecido como Bola de Neve I) foi o primeiro gato da família Simpson. Ela foi mencionada pela primeira vez na estreia da série em uma carta de Natal que Marge está escrevendo, onde explica que Snowball morreu naquele ano e foi para o "paraíso dos gatinhos". Snowball recebeu esse nome devido ao seu pelo branco. Snowball foi, de acordo com Lisa em um poema, atropelado por um Chrysler pertencente ao irmão do prefeito Quimby, "Clovis".[101] Ela é vista durante a viagem de escada rolante de Bart para o céu no episódio da segunda temporada "Bart Gets Hit by a Car" e em flashback no episódio da nona temporada "Lisa's Sax". Bart tenta, sem sucesso, reanimá-la em "Dial Z for Zombies".
- Bola de Neve II (voz original por Frank Welker[100] e Dan Castellaneta[86]) — Snowball II foi o segundo gato da família Simpson. Embora Snowball I tivesse pelo branco, que inspirou seu nome, Snowball II tinha pelo preto. Ela apareceu pela primeira vez na estreia da série, mas recebeu pouca atenção na série. Snowball II e o Ajudante do Papai Noel sempre demonstraram ter um bom relacionamento; geralmente eles são vistos dormindo próximos um do outro. O maior papel de Snowball II está no episódio da décima quarta temporada "Old Yeller Belly", no qual ela salva Homer de uma casa na árvore em chamas. Ela também tem papéis menores em "Bart Gets an Elephant", onde tenta chamar a atenção; em "Two Dozen and One Greyhounds", em que se assusta com os muitos cachorrinhos; e em "Make Room for Lisa", em que Lisa tem uma alucinação onde se torna Snowball II.
  - No episódio "I, (Annoyed Grunt)-Bot", Snowball II é morto e substituído na série por Bola de Neve III e depois por Coltrane (também conhecido como Bola de Neve IV), ambos os quais também morrem rapidamente. Um substituto final, Bola de Neve V é essencialmente idêntico ao Bola de Neve II e prova ser menos azarado. Lisa renomeia esse gato como Bola de Neve II e os eventos deste episódio nunca mais são mencionados.[101] Este gato é o foco de uma subtrama no episódio da décima sexta temporada "The Seven-Beer Snitch", no qual ela fica acima do peso após abandonar os Simpsons por breves períodos para visitar uma família diferente, mas depois volta a morar com a família Simpson.[101]

### Outros animais
- Porco — Porco, anteriormente conhecido como Harry Porco e Porco Aranha, é o porco de estimação de Homer, apresentado em Os Simpsons - o Filme, tendo posteriormente aparições recorrentes na série.
- Princesa — Princesa era o pônei de Lisa do episódio "Lisa's Pony". Homer comprou um pônei para Lisa para mostrar a ela que a ama, mas ele tem que trabalhar em dois empregos para mantê-la. Quando Lisa descobre isso, ela desiste da Princesa.
- Stampy — Stampy foi um elefante africano que pertenceu brevemente à família Simpson no episódio "Bart Gets an Elephant".
- Chirpy Boy e Bart Junior — Chirpy Boy e Bart Junior eram os lagartos de estimação de Bart no episódio "Bart the Mother".
- Pinchy — Pinchy era a lagosta de estimação de Homer em "Lisa Gets an "A"". Homer foi ao supermercado comprar uma lagosta para preparar para o jantar. Homer descobriu que as lagostas grandes eram muito caras, então comprou uma lagosta menor com a intenção de engordá-lo, mas se apegou à lagosta e decidiu mantê-la como animal de estimação, chamando-a de Pinchy. No final do episódio, Homer coloca Pinchy em um banho quente, mas acidentalmente o ferve e o mata. Como seu corpo está cozido, Homer, aos prantos, come os restos mortais de Pinchy, dizendo que "Isso é o que ele iria querer".
- Mojo — Mojo foi o macaco ajudante que Homer teve no episódio "Girly Edition". Mojo, um animal de serviço inteligente e altamente treinado quando Homer o adotou, rapidamente se adaptou ao estilo de vida preguiçoso e pouco saudável de Homer. Quando a condição de Mojo piora gravemente, Homer, temendo as repercussões da possibilidade de o macaco morrer sob sua supervisão, o deixa no centro de adoção.
- Strangles — Strangles era uma píton verde que Bart possuía durante o episódio "Stop or My Dog Will Shoot", durante o qual o Ajudante do Papai Noel era um cão policial. O atual proprietário de Strangles é o Zelador Willie. Bart chamou a cobra de Strangles enquanto ela estrangulava Homer na mesa de jantar.
- Pokey — Pokey era uma cobaia e o primeiro animal de estimação de Lisa no episódio "The War of Art", onde destruiu a obra de arte icônica do salão.

### Videografia
- Rogério Vilela (28 de abril de 2023). OS SIMPSONS: CARLOS ALBERTO (HOMER) E SELMA LOPES (MARGE) - Inteligência Ltda. Podcast #815. Inteligência Ltda. Consultado em 20 de junho de 2024 – via YouTube